# کارلابکو
کارلابکو (به لاتین: Karlabko) یک منطقهٔ مسکونی در روسیه است که در شهرستان لواشینسکی واقع شده‌است.